# حكاية خرافية

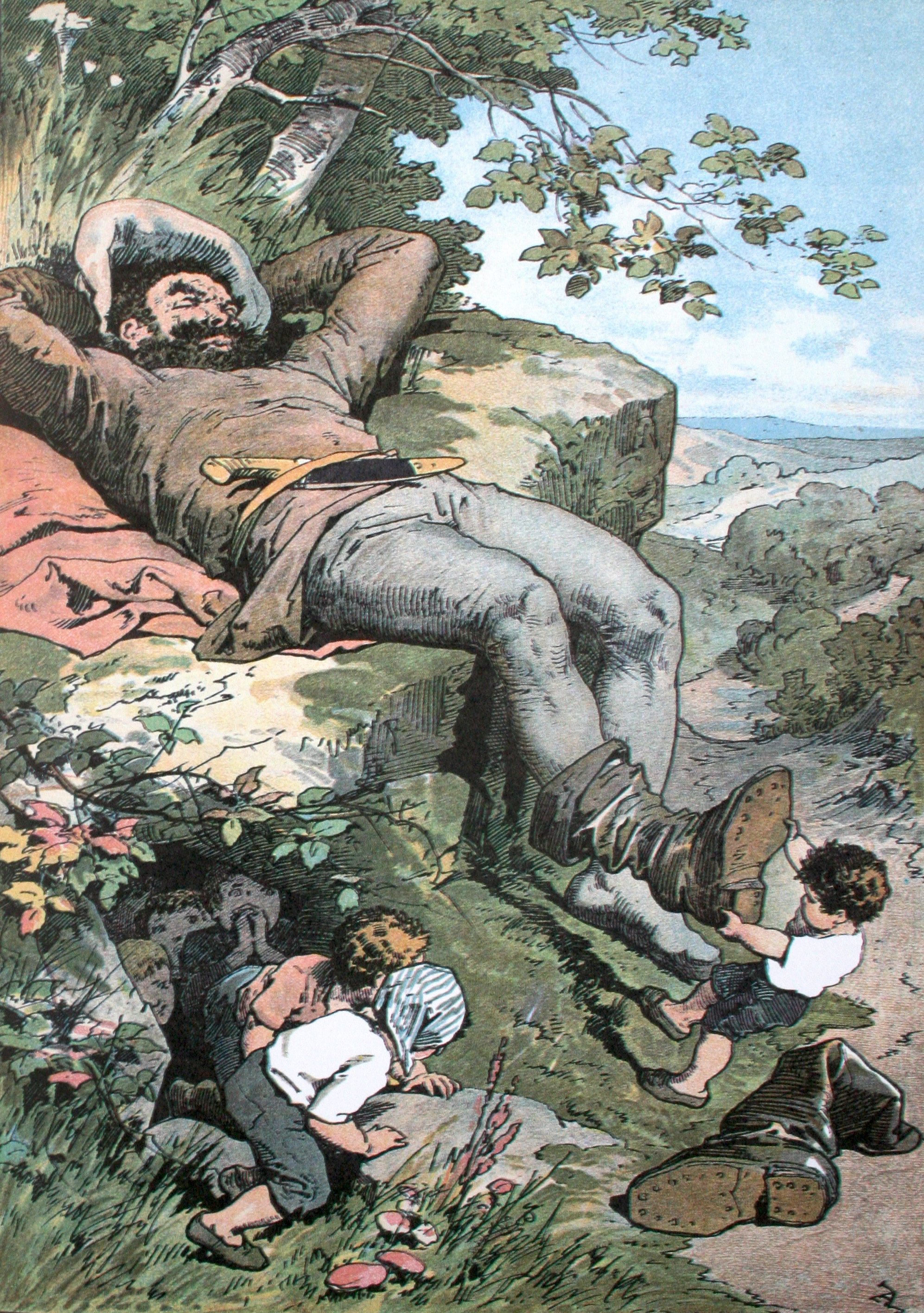
العملاق وعقلة الأصبع

الحكاية الخرافية أو حكاية الجانّ أو حكاية عن الجن هي حكاية سردية قصيرة تنتمي صراحة إلى عالم الوهم من خلال اللجوء إلى الشخصيات الخيالية، والقبول بما يخالف الطبيعة «الخوارق»، وتصوير العالم غير الواقعي (الشعري، الفنتازي، الأسطوري، الخرافي)، والتقييد بالتصورات الموروثة.
وتتميز الحكاية الخرافية، كما يقول إمام عبد الفتاح إمام، بأنها «قصيرة، وتروى في الأعم الأغلب على لسان الحيوان أو بعض ظواهر الطبيعة»، وتنطوي على مضمون أخلاقي هو المغزى من الحكاية، ولهذا كانت أقرب إلى الدروس التي تريد أن تغرس في النشء بعض المفاهيم والقيم الأخلاقية، وليس من الضروري ان يكون الإنسان بدائياً أو قريباً من الحيوانات لكي يكتب هذه الحكايات الخرافية، كما يقول بعض النقاد، فقد تكون من إبداع الطبقات الدنيا، والشرائح المهمشة في المجتمع، التي كانت تستخدمها في نقد علية القوم دون أن تعرض نفسها لخطر العقاب.

## تعريف الحكاية الخرافية
القصة الخرافية شفوية في الأصل، تتميز بحضور الرواي صراحة فيها، وبتوجهه المباشر إلى القارئ، وهذا ما يفسر محافظتها على صيغة واحدة للبداية (كان يا ما كان) وللنهاية (وعاشا في سبات ونبات وولدا صبيان وبنات) موضوعات القصة الخرافية مقتبسة عموما من التراث القومي، زمنها الماضي غير المحدد (في قديم الزمان..)
مكانها من نسج الخيال، شخصياتها بشرية و/ أو خرافية تنتمي إلى أعمار وطبقات اجتماعية مختلفة، قراؤها طوائف من الناس تجمعهم قيم اجتماعية وفكرية واحدة.
تتميز القصة الخرافية بأن الرواي لا يقدم الحدث كواقعة حقيقة. وهذا الفصل بين الحقيقة والوهم يسمح للحيوان والأشياء بأن تتكلم في الخرافة، وللقوى الغيبية بأن تظهر وتعمل وتشارك الإنسان في الأعمال والنوايا.
تعتمد القصة الخرافية على التركيز والوضوح والاكتفاء بالضروري من الكلام والرسم القوي للشخصية، وتحرص على اكتساب ثقة القارئ حين تسير الحكاية على حدود اللامعقول والمستحيل، وتحافظ على هذه الثقة إلى أن تقفل الحكاية على نفسها بعد أن تكون قدمت التسلية والإفادة. هذه الثقة تقوم على نوع من التواطؤ بين الرواي والقارئ، رسم العرف حدوده وغايته.
أما الإفادة ففي المعرفة التي تنقلها القصة تحت ظاهرة الخرافة. فللقصة الخرافية غاية تعليمية تقوم على تلقين الفرد ثقافة مجتمعه وتقاليده ومفاهيمه الموروثة، وعلى توعيته على عالم الناس والواقع.
فاللجوء إلى الخرافة، والأسطورة هو أسلوب تعتمده في الغالب، جماعة مضطهدة في مرحلة تاريخية ما لنقد الأوضاع الاقتصادية، والسياسية بصورة رمزية حتى تتجنب العقاب، على نحو ما فعل إخوان الصفاء في روايتهم للشكوى التي تقدمت بها الحيوانات إلى ملك الجان ضد ظلم الإنسان لها وتجبّره عليها! وحتى في عصرنا الراهن نجد بعض الشعراء والأدباء يستخدمون الرمز، ويوظفون الأسطورة والخرافات الشعبية لتمرير بعض الأفكار المعارضة، وذلك خشية من السلطات السياسية والدينية. وتحمل هذه الحكايات، في ثناياها، وعظاً، وتوجيهاً، ومغزى أخلاقيا كما نلاحظ مثلا في كتاب «كليلة ودمنة» التي تروى على لسان الحيوانات، والتي ترجمها ابن المقفع إلى العربية في القرن الثامن، وكذلك ما ورد في حكايات «ألف ليلة وليلة» التي تعتبر من التحف الأدبية النادرة التي أبدعتها مخيلة الإنسان.

### الحكاية الخرافية في أوروبا

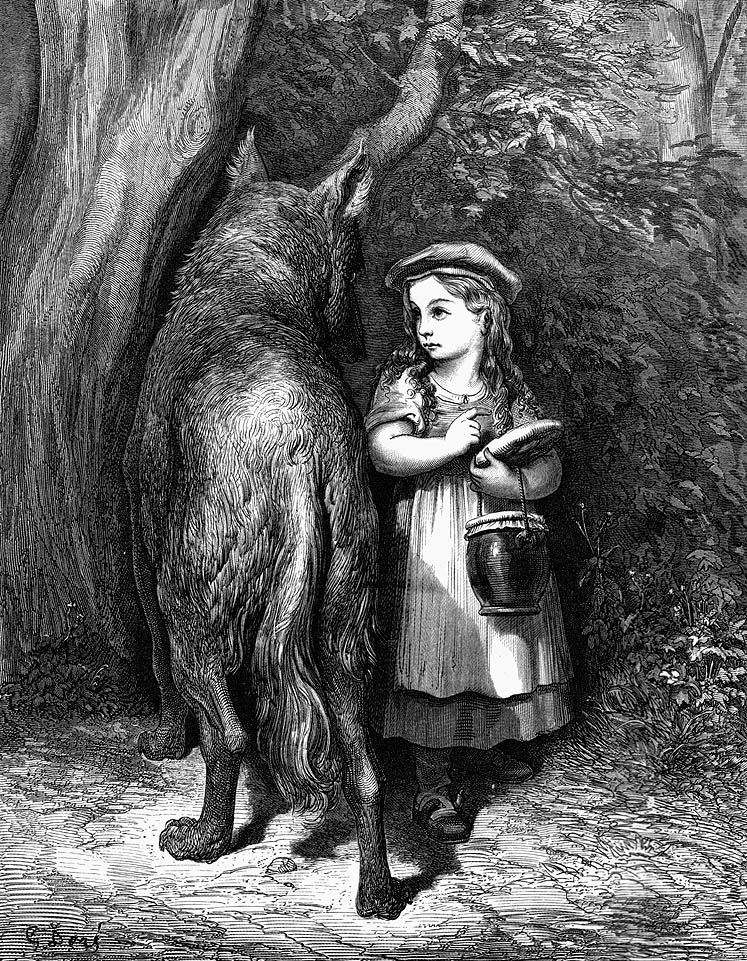
ذات الرداء الأحمر، من الحكايات الخرافية المشهورة

الحكايات الخرافية ازدهرت في أوروبا في العصور الوسطى كغيرها من صور الحكايات، وظهرت مجموعة من الحكايات في أواخر القرن الثاني عشر كتبتها ماري دي فرانس، «لقد أدى تطور الحكاية الخرافية في العصور الوسطى إلى ظهور صورة موسعة سميت باسم «ملاحم الحيوانات»، وهي قصة طويلة تدور حول الحيوان الذي يقوم بالبطولة، وأشهرها مجموعة مرتبطة بالثعلب رينار وهو البطل الذي يرمز إلى دهاء الإنسان»، وقد صاغ الشاعر الألماني غوته هذه الحكاية في ملحمة شعرية ساخرة وطويلة، كما استغل الشاعر الإنكليزي أدموند سبنسر(1552 - 1599 م) مادة هذه الحكايات في قصة (الأم هبرد)، وبدوره فعل ذلك المسرحي الإنكليزي جون درايدن (1631 - 1700 م) في قصيدته (الأيل والنمرة) التي أحيت من جديد ملاحم الحيوان كإطار رمزي للمناقشات اللاهوتية.
غير أن الانعطافة الحاسمة في مجال الحكايات الخرافية، ظهرت في القرن السابع عشر الميلادي في أعمال الكاتب الفرنسي الأشهر جان دي لافونتين (1621 - 1695 م) الذي تأثر بحكايات إيسوب اليوناني، وصاغ الكثير منها شعراً، كما تأثر بالتراث الشرقي من الحكايات مثل «كليلة ودمنة» و«ألف ليلة وليلة» وغيرهما، واستوحى من بعضها بعض حكاياته وأشعاره إضافة إلى ما ابتدعه هو وابتكره من حكايات، وأشعار، وقصص انطوت على سخرية لاذعة من القضاء، ومن البيروقراطية، وسخرية من الكنيسة ومن الطبقة البرجوازية الصاعدة التي كانت في بداية ظهورها، وباختصار فان حكاياته تسخر من حماقة البشر وغرورهم بأسلوب شيق وسلس، وكما يعتبر الدانماركي هانس كريستيان أندرسن(1805 - 1875 م) أحد أبرز الكتاب الأوربيين في مجال القص الخرافي.
وبرز أدباء آخرون في القارة الأوربية بعد لافونتين، ومنهم، مثلا، الأديب الروسي إيفان اندريتش كريلوف (1768 - 1844 م) الذي كتب حكايات خرافية نالت التقدير كما ترجم حكايات لافونتين إلى الروسية، وفي ألمانيا برز اسم جوتهلد إفرايم لسنج (1729 - 1781 م)، وكذلك كرستيان ف. جليرت (1715 - 1769 م)، ولابد من الإشارة إلى اسم كبير ظهر في أوروبا وهو الروائي الإنكليزي الشهير جورج أورويل (1903 - 1950 م) الذي كتب «الأسد ووحيد القرن» عام 1941 م، ثم نقد الأيديولوجيا الشيوعية في روايته الشهيرة «مزرعة الحيوان» التي اعتمد فيها على الحكاية الخرافية، وراح ينقد المجتمع السوفييتي في عهد جوزيف ستالين، وهو صاحب الرواية الأشهر في تاريخ الأدب الإنكليزي ونقصد بذلك روايته (1984) التي تعد من العلامات الأدبية البارزة ليس في مسيرة هذا الكاتب فحسب، بل في تاريخ الأدب عموما.